# نفرکارع سوم
| N5 | F35 | D28 | Z1 | G7 |

| N5 | F35 | D28 | Z1 | G7 |

نفرکارع سوم - که گاه نفرکارع هفتم، هشتم، یا نهم نیز خوانده می‌شود - سومین فرعون دودمان نهم در مصر باستان بوده است که نزدیک به سال ۲۱۴۰ پ. م. در دوره نخست میانی مصر فرمانروایی می‌کرده. نام او در فهرست پادشاهان تورین به صورت نفرکارع آمده است.
نام نفرکارع در فهرست پادشاهان ابیدوس یا فهرست پادشاهان سقاره دیده نمی‌شود و وجود دوران حکمرانی او توسط یافته‌های باستان‌شناسی اثبات نشده است.
نام او به معنای «روان کای رع زیباست» می‌باشد.